# Carlos Wilson (ator)
Carlos Wilson Coutinho da Silveira, conhecido como Carlos Wilson ou Damião (Vitória, 24 de maio de 1950 — Rio de Janeiro, 11 de janeiro de 1992) foi um ator, diretor teatral, cenarista, coreógrafo, Diretor, Professor de Teatro, Autor, Roteirista,Figurinista, Produtor, Professor de interpretação e Cenógrafo Brasileiro
brasileiro.
Em 1984 recebeu o Troféu Candango de melhor ator coadjuvante no Festival de Brasília, pela atuação no filme Noites do Sertão.
Era conhecido pelo apelido "Damião".
Foi um renomado diretor de Teatro como a primeira montagem de "Capitães de Areia" de Jorge Amado. Com esse espetáculo viajou em turnê para São Paulo, Belo Horizonte e Salvador. No Rio de Janeiro o apresentou no Teatro Ipanema, Teatro Casa Grande e Teatro Villa Lobos. Dirigiu ainda Os Doze Trabalhos de Hércules, O Ateneu, entre vários outros espetáculos de grande sucesso junto ao público adolescente.
Revelou, nos palcos cariocas, muitos jovens atores que posteriormente tornaram-se conhecidos do grande público por seus trabalhos em televisão, como por exemplo: Pedro Cardoso, Malu Mader, Maurício Mattar, Alexandre Frota, Andréa Beltrão, Felipe Camargo, Drica Moraes, Roberto Bataglin, Bianca Byington, Felipe Martins, Murilo Benício, Enrique Diaz e Dedina Bernardelli.
Carlos Wilson morreu na Clínica São Vicente, na Gávea, de complicações decorrentes do vírus da AIDS. Foi sepultado no Cemitério Parque Jardim da Saudade, em Sulacap.

## Prêmios
- Prêmio Mambembe 1986, como Personalidade do Ano.
- Prêmio Molière 1986, pelo conjunto de trabalhos.
- Prêmio Inacen 1987, com O Ateneu.
- Prêmio Coca-Cola 1988, melhor produção infanto-juvenil, com "Os Três Mosqueteiros".

## Trabalhos no cinema
- 1988 - O Casamento dos Trapalhões .... dona da lanchonete
  - Teve sua voz dublada pelo também falecido André Luiz Chapéu (conhecido por dublar o Brutus do desenho Popeye).
- 1986 - Com Licença, Eu Vou à Luta .... comissário
- 1986 - Baixo Gávea
- 1986 - As Sete Vampiras (coreógrafo)
- 1986 - Hell Hunters
- 1985 - O Rei do Rio
- 1984 - O Cavalinho Azul
- 1984 - Garota Dourada
- 1984 - Noites do Sertão
- 1983 - Bar Esperança
- 1983 - O Bom Burguês
- 1982 - O Segredo da Múmia (ator e assistente de produção)
- 1982 - Tormenta (cenarista)
- 1980 - Cabaret Mineiro (ator e figurinista)
- 1980 - Prova de Fogo
- 1978 - Se Segura, Malandro!
- 1977 - Ajuricaba, o Rebelde da Amazônia
- 1976 - Perdida (ator e figurinista)

## Trabalhos na televisão
- 1976 - O Feijão e o Sonho - Bertandi
- 1978 - Sinal de Alerta - Jofre
- 1979 - Marron Glacê - Dirceu
- 1980 - Coração Alado - Abelardo
- 1984/85- Vereda Tropical - Bedel
- 1987 - Mandala - Pai Osnir